# Drukarka ścienna
Drukarka ścienna (ang. wallprinter) – sterowane komputerowo urządzenie drukujące. Jest rodzajem drukarki wyposażonej w głowicę z tuszem, umożliwiającą druk zarówno grafiki wektorowej, jak i rastrowej na dowolnych płaskich pionowych powierzchniach. Głowice są tego samego typu, co w ploterach atramentowych, i mogą być stosowane do nanoszenia podobnej ilości kolorów podstawowych, a także innych substancji, np. zabezpieczających wydruk.

## Budowa i zasada działania
Maszyna posiada głowice drukujące – jedną wspólną dla wszystkich kolorów, bądź oddzielne dla każdej składowej CMYK (CMYK+W z dodatkową bielą). Głowica ma za zadanie przenosić atrament na powierzchnie do zadrukowania. Czyni to, wystrzeliwując maleńkie kropelki atramentu za pomocą dysz drukarki. Głowica porusza się pionowo po specjalnej szynie (podobnie jak ma to miejsce w maszynach CNC). Aby był możliwy przesuw całej głowicy w poziomie, szyna wraz z układem sterującym jest osadzona na specjalistycznym wózku z własnym napędem. Maszyna steruje przesuwem całego układu o kilka mm w poziomie przy każdym wykonanym pełnym ruchu w pionie głowicy drukującej. Tempo przesuwu zależy w głównej mierze od wybranej rozdzielczości druku DPI.
Maksymalna wysokość wydruku zależy od typu drukarki i zawiera się od ok. 1,6 m do nawet kilku metrów.
Drukarki ścienne można wykorzystywać w dekoracji wnętrz, ozdobieniu budynków użyteczności publicznej także a w dekoracji biur czy też hal produkcyjnych.
Drukarki ścienna mogą drukować na: ścianach gipsowych, betonowych, cegle, kamieniu, szkle, metalu, drewnie czy PVC i innych niechłonnych materiałach.

## Rodzaje drukarek ściennych
Poza podziałem drukarek ściennych względem wysokości zadruku można rozróżnić je ze względu na rodzaj stosowanych w nich tuszy. Wyróżnia się drukarki drukujące przy pomocy:
- tuszy wodnych
- tuszy utwardzalnych UV, które charakteryzują się odpornością na ścieranie, promienie UV oraz działanie wody[3].

## Stosowane elementy w drukarkach ściennych i ich zastosowanie
- laser mierzący odległość od ściany – druk na nierównych powierzchniach jak cegła czy naturalny kamień
- głowice drukujące CMYK+W[4] – można uzyskać dwustronny nadruk na szkle, lustrze czy też wyraźny obraz na ciemnym tle
- lampa UV dużej mocy – utwardza tusze natychmiastowo, dodaje warstwę odporną na zarysowania i wodę
- chłodzenie powietrzne lampy – eliminacja ciężkich bloków wodnych spowalniających prace maszyny w pionie
- modularne szyny pionowe – zwiększają wysokość zadruku do 10 metrów
- duże gumowane koła – pozwalają dokładnie przesuwać maszynę wzdłuż ściany o kilka mm
- szyny do poruszania się w poziomie – kontrolują odległość maszyny od ściany i umożliwiają wydruki do 100 metrów
- wbudowany komputer z RIP – przetwarza zdjęcia wgrywane do maszyny na ruch głowicy w obu osiach
- pojemniki na tusze z czujnikami poziomu – pozwalają na dolewanie tuszu bez przerywania pracy urządzenia
- laser wskazujący miejsce druku – widać gdzie rozpocznie i zakończy się druk, pozwala na łączenie dwóch wydruków